# Penyeta del Moro (Sueca)
|  | No s'ha de confondre amb Penyeta del Moro (Cullera). |

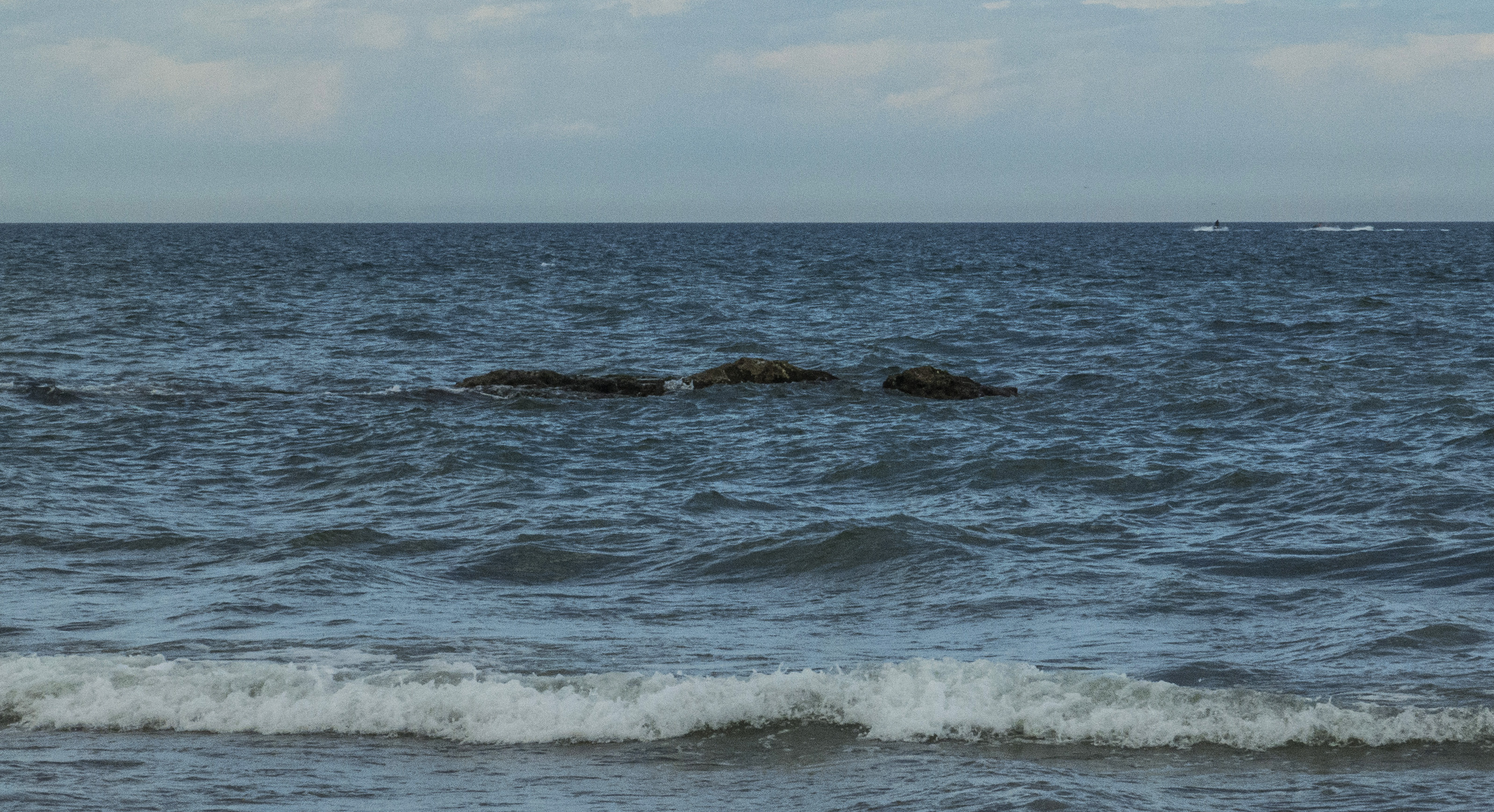
Penyeta del Moro

La Penyeta del Moro, a la costa de Sueca, són unes roques submergides parcialment al sud de la platja de les Palmeretes a pocs metres de la línia de platja, a la mar mediterrània, cosa que fa que siga un lloc de pesca i bany pel seu fàcil accés des de la costa. Es tracta d'una eolianita, vestigi d'una formació dunar plistocena, i que té molta influència en la regressió que està patint la platja de les palmeretes, ja que fa de pantalla i no permet el pas de sediments cap a la platja.